# Aquifoliales
Aquifoliales es un orden de plantas fanerógamas (plantas con flores). En el sistema Cronquist estaban en el orden Celastrales.

## Sinonimia
- Cardiopteridales